# Peipin
Peipin é uma comuna francesa na região administrativa da Provença-Alpes-Costa Azul, no departamento dos Alpes da Alta Provença. Estende-se por uma área de 13,15 km². Em 2010 a comuna tinha 1 492 habitantes (densidade: 113,5 hab./km²).